# Ang Hupa
Ang Hupa (comercialitzada en anglès com The Halt) és una pel·lícula dramàtica distòpica filipina del 2019 editada, escrita i dirigida per Lav Diaz. Es va projectar a la secció Quinzena dels Directors del 72è Festival Internacional de Cinema de Canes.

## Sinopsi
Ambientada a la dècada del 2030 després d'una erupció volcànica massiva, Manila ha estat a les fosques durant els últims tres anys sense ni una sola llum solar. Els disturbis controlen països i comunitats. Les epidèmies assolen el continent. Han mort milions i més milions han marxat.

## Repartiment
- Hazel Orencio
- Joel Lamangan
- Piolo Pascual
- Shaina Magdayao

## Recepció
A Rotten Tomatoes, la pel·lícula té un índex d'aprovació del 88% basat en 8 crítiques.
Va guanyar el premi a la millor pel·lícula de la Secció Panorama a la VIII edició de l'Asian Film Festival Barcelona.